# Casbia anomalata
Casbia anomalata là một loài bướm đêm trong họ Geometridae.